# Sodišinci
Sodišinci (mađarski Bírószék, njemački Sodersdorf, ili Sodiftza) je naselje u slovenskoj Općini Tišini. Sodišinci se nalazi u pokrajini Prekomurju i statističkoj regiji Pomurju. 

## Stanovništvo
Prema popisu stanovništva iz 2002. godine naselje je imalo 212 stanovnika.